# Moheda pastorat
Moheda pastorat är ett pastorat i Allbo-Sunnerbo kontrakt i stiftet Växjö stift i Svenska kyrkan.
Pastoratskoden är 060312.
Pastoratet omfattar följande församlingar:
- Moheda församling
- Slätthögs församling till 2024, därefter Slätthög-Mistelås församling
- Mistelås församling till 2024